# 有倉遼吉
有倉 遼吉（ありくら りょうきち、1914年2月20日 - 1979年6月10日）は、日本の法学者。専門は、憲法学・教育法学。学位は、法学博士（1960年）（学位論文「公法における理念と現実」）。元早稲田大学法学部教授。

## 人物
厳格な法実証主義による解釈を行った。閣議の議決方法については、多数決説を、憲法判断の回避の問題では、憲法判断先行説をとる。教育基本法の法的性格として、準憲法的法律説を提唱、日本教育法学会の初代会長を務めるなど、教育法学の理論形成に大きく貢献した。中国大連市（当時）生まれ。

## 略歴
- 1926年3月 大連日本橋小学校卒業
- 1931年3月 大連第一中学校卒業
- 1934年3月 第二早稲田高等学院卒業
- 1938年3月 早稲田大学法学部独法科卒業
- 1938年4月 早稲田大学法学部助手
- 1940年6月 第一早稲田高等学院講師（法学部助手兼任）
- 1941年4月 早稲田大学法学部講師
- 1944年5月 早稲田大学専門部法律科助教授（法学部講師兼任）
- 1945年4月 早稲田大学法学部助教授
- 1948年4月 早稲田大学専門部法律科教授（法学部助教授兼任）
- 1949年4月 早稲田大学法学部教授
- 1960年3月 法学博士（学位論文「公法における理念と現実」）
- 1962年9月 早稲田大学第二法学部長（~1966年3月）
- 1966年6月 早稲田大学第一法学部長（~1968年9月）
- 1970年9月 早稲田大学大学院法学研究科委員長（~1972年9月）
- 1970年10月 早稲田大学理事

## 著書
- 『行政法学』評論社 1950 法律学全書
- 『公法における理念と現実』多磨書店 1959
- 『憲法感覚と憲法解釈』日本評論新社 1963
- 『憲法と政治と社会』日本評論社 1968
- 『憲法秩序の保障』日本評論社 1969
- 『憲法理念と教育基本法制』成文堂 1973
- 『憲法と政治の接点』成文堂 1974

## 共編著
- 『教育と法律』編 新評論 1961
- 『大学改革と学生参加 諸大学の実例・資料と解説』編 成文堂 1969
- 『大学法逐条批判』編 日本評論社 1969
- 『解説教育六法』編 三省堂 1970
- 『私立大学の危機 教育・研究と財政』土橋寛共編 時事通信社 1974 市民の学術双書
- 『判例ノート憲法』編 法学書院 1975
- 『教育法（新版）』（日本評論社、1977年）
- 『憲法（新版）』日本評論社、1977年）
- 『判例コメンタール1・2』（三省堂、1977年）

## 翻訳
- K.メルクツェル編著『一般国家学概要 イエリネックの一般国家学に基づき,ケルゼン,メンツエル,ベルナチックの学説も考慮に入れて』[1]小林孝輔,時岡弘共訳 日新出版 1955
- ルンプ『法治国における統治行為』竹内重年共訳 早稲田大学比較法研究所 1964

## 記念論集
- 『教育法学の課題 有倉遼吉教授還暦記念』総合労働研究所 1974
- 『現代憲法の基本問題』有倉遼吉先生還暦記念刊行委員会編 早稲田大学出版部 1974
- 『体系・憲法判例研究 有倉遼吉教授還暦記念』全3巻 日本評論社 1974-75